# 边境贸易
边境贸易简称边贸，主要是指发生在边境地区边民间的小额贸易。
边境贸易是国际贸易的一种补充形式，它一般在非设关的边境地区或边境通道进行，贸易区域都限定在两国之间的边境地区内进行。